# Road Trip in die Hölle
Road Trip in die Hölle (Originaltitel: Blacktop) ist ein kanadischer Thriller aus dem Jahr 2000. Die Hauptrollen des kanadischen Actiondramas spielten Meat Loaf, Kristin Davis und Lochlyn Munro.

## Handlung
Sylvia reist gemeinsam mit ihrem Freund David, einem Comedian, durch das Land. Sie streiten in einer Truckerbar, weil sie das unstete Leben aufgeben und eine Familie gründen will, wozu er nicht bereit ist. Der Trucker Jack bietet Sylvia an, dass er sie in die nächstgelegene Stadt bringen könnte. Sie fährt mit ihm. David ist um die Sicherheit seiner Freundin besorgt und verfolgt sie in seinem Auto. Sie kommen in eine immer verlassenere Gegend.
Jack treibt ein böses Spiel mit den beiden und tötet einige Unbeteiligte. In seinem schwarzen Laster mit gefrorenem Fleisch befindet sich auch eine Leiche. Jack fesselt Sylvia und erzählt ihr von seiner schwierigen Kindheit, in der Beziehungen keinen Bestand hatten. Sein Vater hatte seine Mutter betrogen, woraufhin er ihn tötete. Die Mutter verübte Selbstmord und ließ Jack damit im Stich, der sie mit seiner Tat beschützen wollte. Sylvia verletzt Jack mit einem Messerstich in die Schulter, daraufhin schneidet er ihr einen Finger ab. David versucht vergeblich den Truck mit entzündetem Treibstoff auf der Straße aufzuhalten. Sylvia, die im Anhänger eingesperrt ist, schneidet das Bremsseil durch. Das Fahrzeug durchbricht die Leitplanke und kommt mit dem Führerhaus über einen Abhang ragend zum Stillstand. David löst die Fahrerkabine vom Anhänger, und Jack stürzt darin in die Tiefe. Sylvia ist gerettet. Die schrecklichen Erlebnisse haben das Paar zusammengeschweißt. Ihr Freund will mit ihr eine Familie gründen.

## Hintergrund
Der Thriller wurde in British Columbia mit einem Budget von 3,5 Millionen US-Dollar gedreht.
Das englische Wort „blacktop“ bedeutet übersetzt Asphalt.

## Kritiken
„Einer der am meisten angsteinjagenden Filme über Trucker, die je gemacht wurden“, heißt es bei Rotten Tomatoes. Die Fernsehzeitschrift Prisma schrieb: „Packender Psychothriller.“ Das Fazit von TV Spielfilm fiel dagegen negativ aus: „Leider nur schlecht geklaut bei Breakdown“.